# 옥동항 (남해군)
옥동항은 경상남도 남해군 설천면 금음리, 옥동마을 인근에 있는 어항이다. 2002년 8월 6일 어촌정주어항으로 지정하여 관리하고 있다. 시설관리자는 남해군수이다.

## 어항 연혁
- 1900년경 금음에서 분동되면서 옥동이라 불렀으며, 마을의 생김새가 구슬을 머금은 모습과 같다하여 옥동(玉洞)이라 부르게 되었다고 한다.

## 어항 시설
- 선착장 L=187m, B=5.0m

## 주요 어종
- 굴, 도다리, 노래미, 반지락, 낙지 등